# Tenis ziemny na Igrzyskach Ameryki Południowej 2018
Tenis ziemny na Igrzyskach Ameryki Południowej 2018 – turniej tenisowy, który był rozgrywany w dniach 28 maja – 2 czerwca 2018 roku w Villa Tunari podczas igrzysk Ameryki Południowej w Cochabamba. Tenisiści rywalizowali w pięciu konkurencjach: grze pojedynczej i podwójnej kobiet oraz mężczyzn, a także w grze mieszanej.
Zawody odbyły się w ciągu sześciu dni w Complejo Municipal de Tenis w Villa Tunari. Wszystkie mecze pięciu zaplanowanych konkurencji były rozgrywane do dwóch wygranych setów. Zawodnicy zostali rozstawieni według rankingu ATP bądź WTA, a w razie ich braku kolejno ITF i COSAT.

## Medaliści
Poczet medalistów zawodów tenisowych podczas Igrzysk Ameryki Południowej 2018.
| Konkurencja             | Złoty medal                    | Srebrny medal                        | Brązowy medal                      |
| Gra pojedyncza mężczyzn | Tomás Barrios Vera             | Francisco Cerúndolo                  | Juan Pablo Varillas                |
| Gra podwójna mężczyzn   | Diego Hidalgo Emilio Gómez     | Jorge Panta Juan Pablo Varillas      | Cristian Rodríguez Eduardo Struvay |
| Gra pojedyncza kobiet   | Montserrat González            | Daniela Seguel                       | Fernanda Brito                     |
| Gra podwójna kobiet     | Alexa Guarachi Daniela Seguel  | Camila Giangreco Montserrat González | Camila Romero Lisalou Paredes      |
| Gra mieszana            | Aymet Uzcátegui Roberto Maytín | Melany Krywoj Tomás Farjat           | Alexa Guarachi Gonzalo Lama        |

### Tabela medalowa
Klasyfikacja medalowa zawodów tenisowych podczas Igrzysk Ameryki Południowej 2018.
| Miejsce | Państwo   | Złoto | Srebro | Brąz | Razem |
| ------- | --------- | ----- | ------ | ---- | ----- |
| 1.      | Chile     | 2     | 1      | 2    | 5     |
| 2.      | Paragwaj  | 1     | 1      | 0    | 2     |
| 3.      | Ekwador   | 1     | 0      | 1    | 2     |
| 4.      | Wenezuela | 1     | 0      | 0    | 1     |
| 5.      | Argentyna | 0     | 2      | 0    | 2     |
| 6.      | Peru      | 0     | 1      | 1    | 2     |
| 7.      | Kolumbia  | 0     | 0      | 1    | 1     |
|         | Razem     | 5     | 5      | 5    | 15    |